# Astra (gruppo musicale)
Gli Astra sono un gruppo musicale rock statunitense, originario di San Diego (California) e attivo dal 2006.

## Formazione

### Formazione attuale
- Richard Vaughan – voce, chitarre, tastiere
- Conor Riley – voce, chitarre, tastiere
- Brian Ellis – chitarre, sintetizzatore
- Stuart Sclater – basso
- Paul Marrone – batteria (dal 2013)

### Ex componenti
- David Hurley – batteria, percussioni, flauto (2006-2013)

## Discografia

### Album
- 2009 – The Weirding
- 2012 - The Black Chord